# Ian Bermingham
Ian Bermingham (Dublino, 8 gennaio 1989) è un ex calciatore irlandese, di ruolo difensore.

## Carriera

### Club
Ha giocato nella prima divisione irlandese.

### Nazionale
Ha giocato nella nazionale irlandese Under-21.

## Palmarès

### Club

#### Competizioni nazionali
- Campionato irlandese: 1

St Patrick's: 2013
- Coppa d'Irlanda: 2

St Patrick's: 2014, 2021
- League of Ireland Cup: 2

St Patrick's: 2015, 2016
- Supercoppa d'Irlanda: 1

St Patrick's: 2014

#### Competizioni regionali
- Leinster Senior Cup: 3

St. Patrick: 2011, 2014, 2019